# 永康 (东汉)
永康（167年六月-十二月）是东汉皇帝汉桓帝刘志的第七个年号。汉朝使用这个年号时间共计6个月。
永康元年十二月汉桓帝駕崩。

## 纪年
| 永康 | 元年  |
| ---- | ----- |
| 公元 | 167年 |
| 干支 | 丁未  |

## 参看
- 中国年号列表
- 其他时期使用的永康年号

| 前一年號： 延熹 | 中国年号 | 下一年號： 建寧 |